# 氢氧化镨
氢氧化镨是一种无机化合物，化学式为Pr(OH)3。

## 制备
氨水和硝酸镨反应，产生氢氧化镨沉淀：
Pr(NO3)3 + 3 NH3·H2O → Pr(OH)3↓ + 3 NH4NO3

## 化学性质
氢氧化镨可溶于酸，生成镨盐：
Pr(OH)3 + 3 H+ → Pr3+ + 3 H2O